# フットボールス・アルスヴェンスカン1967
フットボールス・アルスヴェンスカン 1967 は、スウェーデン最上位サッカーリーグの第43シーズン目である。マルメFFが7回目の優勝を決め、通算7回目のスヴェンスカ・メスタレ・イ・フットボールとなった。前半戦は4月12日から6月29日まで、後半戦8月13日から10月29日まで行われた。

## 順位表
| 順 | チーム               | 試 | 勝 | 分 | 敗 | 得 | 失 | 差  | 点 | 出場権または降格                       |
| -- | -------------------- | -- | -- | -- | -- | -- | -- | --- | -- | -------------------------------------- |
| 1  | マルメFF (C)         | 22 | 14 | 5  | 3  | 53 | 21 | +32 | 33 | UEFAチャンピオンズカップ 1968-69出場   |
| 2  | ジュールゴーデンスIF | 22 | 10 | 8  | 4  | 40 | 28 | +12 | 28 |                                        |
| 3  | ヘルシンボリスIF     | 22 | 12 | 2  | 8  | 42 | 35 | +7  | 26 |                                        |
| 4  | オレブルーSK         | 22 | 11 | 4  | 7  | 37 | 30 | +7  | 26 |                                        |
| 5  | AIK                  | 22 | 10 | 5  | 7  | 38 | 33 | +5  | 25 |                                        |
| 6  | IFKノールシャーピン  | 22 | 10 | 5  | 7  | 26 | 21 | +5  | 25 | UEFAカップウィナーズカップ 1968-69出場 |
| 7  | IFエルフスボリ       | 22 | 9  | 5  | 8  | 46 | 39 | +7  | 23 |                                        |
| 8  | GAIS                 | 22 | 10 | 3  | 9  | 32 | 33 | −1  | 23 |                                        |
| 9  | IFKヨーテボリ        | 22 | 8  | 5  | 9  | 41 | 37 | +4  | 21 |                                        |
| 10 | オルグリーテIS       | 22 | 6  | 5  | 11 | 40 | 46 | −6  | 17 |                                        |
| 11 | ハンマルビーIF (R)   | 22 | 3  | 4  | 15 | 23 | 40 | −17 | 10 | ディヴィショーン・トヴォー1968降格     |
| 12 | IFKホルムスンド (R)  | 22 | 3  | 1  | 18 | 24 | 79 | −55 | 7  | ディヴィショーン・トヴォー1968降格     |

1. ↑  スヴェンスカ・クッペン・イ・フットボール1967（スウェーデン語版）優勝による出場

## 観客動員数

### 最多動員試合
- 44 131: ユールゴーデンスIF–AIK 1–1, ロースンダ・スタディオン 1967年5月25日[3]

### 最小動員試合ワースト3
- 137: IFKホルムスンド（スウェーデン語版）–Gais 1–2, カムラトヴァッレン（スウェーデン語版） 1967年10月29日 (ワースト記録)[4]
- 507: IFKホルムスンド（スウェーデン語版）–ユールゴーデンスIF 1–7, カムラトヴァッレン（スウェーデン語版） 1967年10月15日[3]
- 640: ハンマルビーIF–IFKホルムスンド（スウェーデン語版） 1–3, セーデルスタディオン（スウェーデン語版） 1967年10月19日[3]

## スヴェンスカ・メスタレ
マルメFFの選手・スタッフ。
監督: アントニオ・ドゥラーン
- ハルリ・ヨーンソン（スウェーデン語版）
- ウルフ・クレアンデル
- バーティル・エルムステット（スウェーデン語版）
- クリステル・クリステンソン（スウェーデン語版）
- アンデシュ・スヴェンソン（スウェーデン語版）
- クリステル・マルムバリ（スウェーデン語版）
- クート・オルスバリ（スウェーデン語版）
- ダーグ・シェパンスキ（スウェーデン語版）
- イングヴァル・スヴァン（スウェーデン語版）
- ラーシュ・グランストレム（スウェーデン語版）
- ヨルゲン・オリーン
- ニルス・ヒュールト（スウェーデン語版）
- ロルフ・ビョルクルンド（スウェーデン語版）
- ビョン・フリバリ（スウェーデン語版）
- アンデシュ・ユンバリ（スウェーデン語版）